# تویو (ملکه)
تویو یا ایو (انگلیسی: Toyo؛ تقریبی ۲۳۵ میلادی – نامشخص) ملکه یاماتای کوکو در ژاپن بود. او، بر اساس «سوابق وی» و سایر منابع سنتی، جانشین ملکه هیمیکو بود.